# Juniperus przewalskii
Juniperus przewalskii är en cypressväxtart som beskrevs av Vladimir Leontjevitj Komarov. Juniperus przewalskii ingår i släktet enar, och familjen cypressväxter. IUCN kategoriserar arten globalt som nära hotad. Inga underarter finns listade i Catalogue of Life.